# Macracanthorhynchus hirudinaceus
Espèce
Synonymes
- Taenia haeruca Pallas, 1776
- Taenia hirudinacea Pallas, 1781 - protonyme
- Echinorhynchus hirudinaceus Pallas, 1781
- Gigantorhynchus hirudinaceus Pallas, 1781
- Echinorhynchus gigas Bloch, 1782
- Hormorhynchus gigas Bloch, 1782
- Giganthorhynchus gigas (Bloch, 1782)

Macracanthorhynchus hirudinaceus est une espèce d'acanthocéphales de la famille des Oligacanthorhynchidae. C'est un parasite cosmopolite des Suidés et plus particulièrement du porc domestique.